# Dauphin OTA

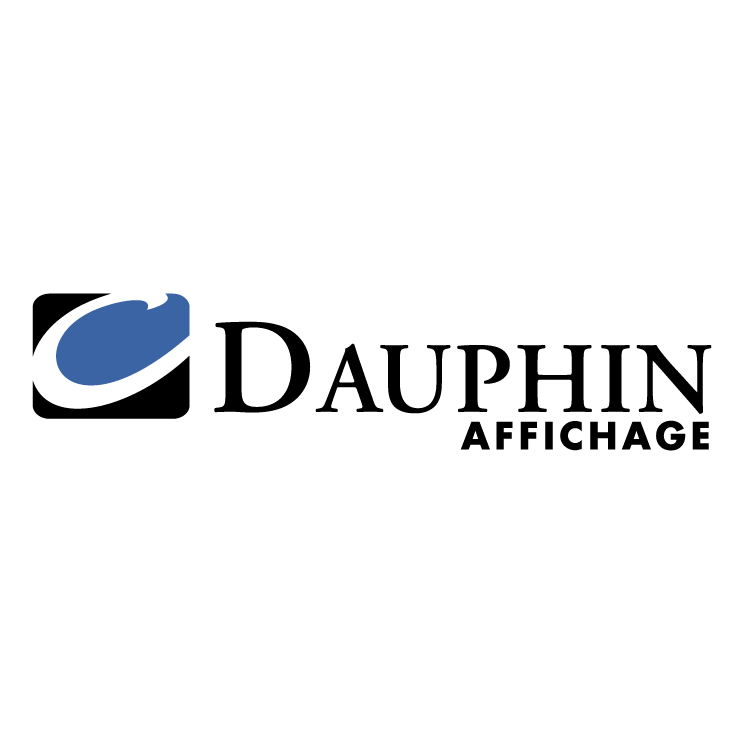
Logo Dauphin Affichage

Dauphin OTA (Office Technique d’Affichage ou Dauphin affichage) est une société d’affichage française créée à Paris en 1921 et dirigée par Jacques Dauphin. La société est spécialisée dans les murs peints publicitaires et les panneaux grand format.

## Histoire

### Années 1920-1940: Fondation
Les Affichages Dauphin sont fondés en 1921 par Eugène A. Dauphin.
Jacques Dauphin crée Dauphin OTA en août 1944. La société Dauphin placarde les affiches de la Libération dans la capitale française. En 1947, en raison de la conduite d'Eugène A. Dauphin (alias le « Colonel Duc » dans la Résistance), ce dernier obtient la concession des murs et des terrains en friche de la ville de Paris.

### Années 1950: développement national
À partir des années 1950, Dauphin se développe en France via la prise de contrôle d’entreprises locales, notamment de sociétés d’affichage routier. Dauphin ouvre et développe ses premières succursales en province.

### Années 1960: premiers réseaux d'affichage publicitaire
En 1962, Jacques Dauphin crée le premier réseau d’affichage à Paris.

### Années 1970 - 1980: développement international

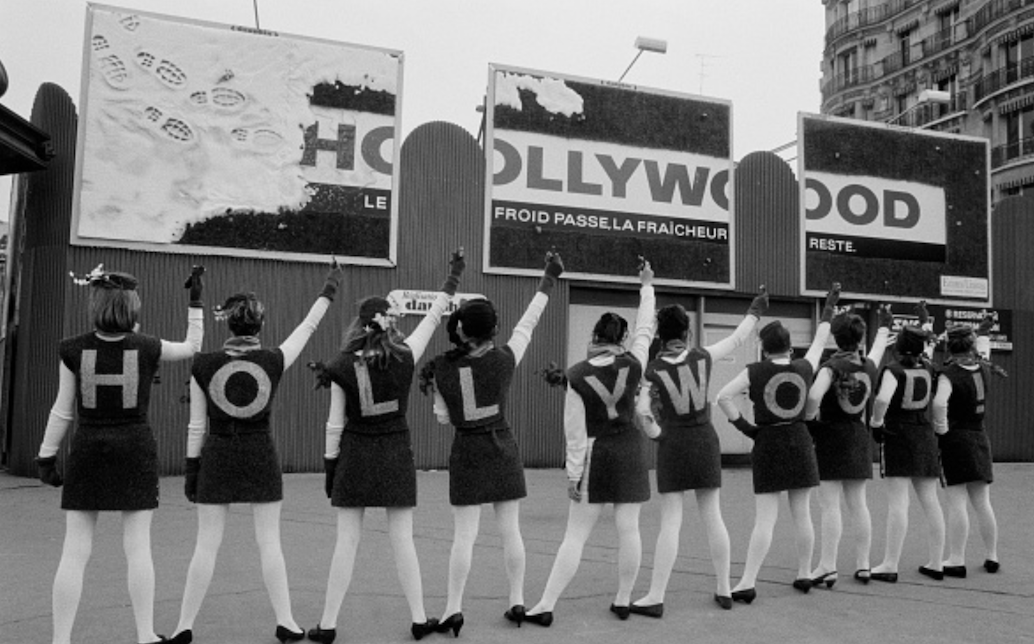
Affichage 4x3 évènementiel pour Hollywood, Dauphin, Paris, 1987.

Entre 1972 et 1983, la société développe ses réseaux d'affichage dans toutes les villes de France plus de 50 000 habitants.
À partir des années 1970, Dauphin se développe à l’étranger et se positionne également sur le mobilier urbain. La société crée City Advertising en Belgique, puis rachète la société espagnole d’affichage Poster, suivie d’IGAP et TECNE en Italie pour créer Affitalia en 1993. C’est le début d’une succession de rachats d’entreprises à l’échelle internationale.
En 1983, la société Dauphin est introduite à la bourse de Paris.

### Années 1990: unique afficheur France entière
En 1996, Dauphin prend le contrôle majoritaire de la société Marignan et devient l'unique afficheur France entière.
Jacques Dauphin décède le 1er avril 1994. Après la mort de son fils unique Laurent en 1988, et compte tenu du jeune âge de son unique héritière, Charlotte Dauphin, l’absence d’un dirigeant à un moment clé de son développement conduit à la vente de la société Dauphin. Le champ est libre pour son concurrent principal JCDecaux, qui s'implante dès lors sur l'affichage via le rachat du groupe Avenir.
En 1999, le groupe Dauphin est racheté par l’entreprise américaine Clear Channel/IHeartMedia, faisant du groupe le leader mondial de l’affichage.

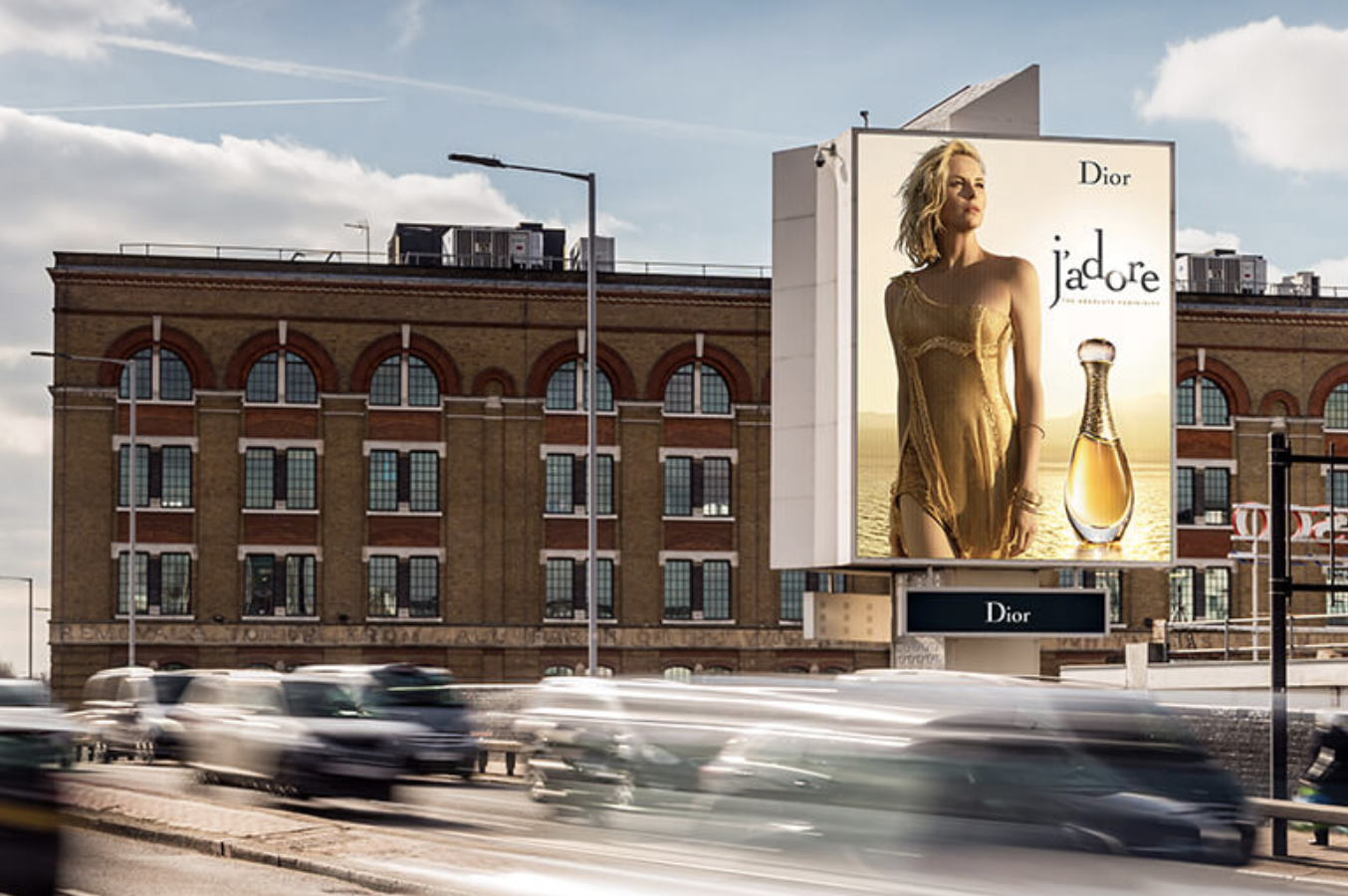
Panneau d'affichage numérique

### Années 2000: affichage numérique
Au cours des années 2000, le groupe Dauphin passe sous la direction de Clear Channel Europe/IHeartMedia, qui numérise progressivement les panneaux d'affichage.

## Techniques et formats

Dauphin - Mur Peint, Paris.

Du collage à même les murs et les palissades aux panneaux standardisés et décorés, tels que les 4x3 ou les trivisions, Dauphin est un initiateur des progrès techniques de l’affichage moderne.
Des entreprises confient leurs campagnes d'affichage à Dauphin, par exemple Carrefour.

### L’architecture et l’urbanisme
Le groupe Dauphin a porté depuis toujours une extrême attention à l’évolution des villes, au déplacement de ses habitants et à l’explosion de la périphérie. Dauphin investi ainsi dans la recherche et le développement de nouveaux formats et de nouvelles techniques d’affichage tout au long du XXe siècle pour perfectionner ses réseaux et les rendre pertinents face à ces mutations.

### Murs peints
Dauphin développe des projets de murs peints en France depuis sa création en 1921. Méthode d'affichage de moyen et long terme, le mur peint est une création originale qui satisfait un désir de pérennité d’une entreprise.

### 4 x 3

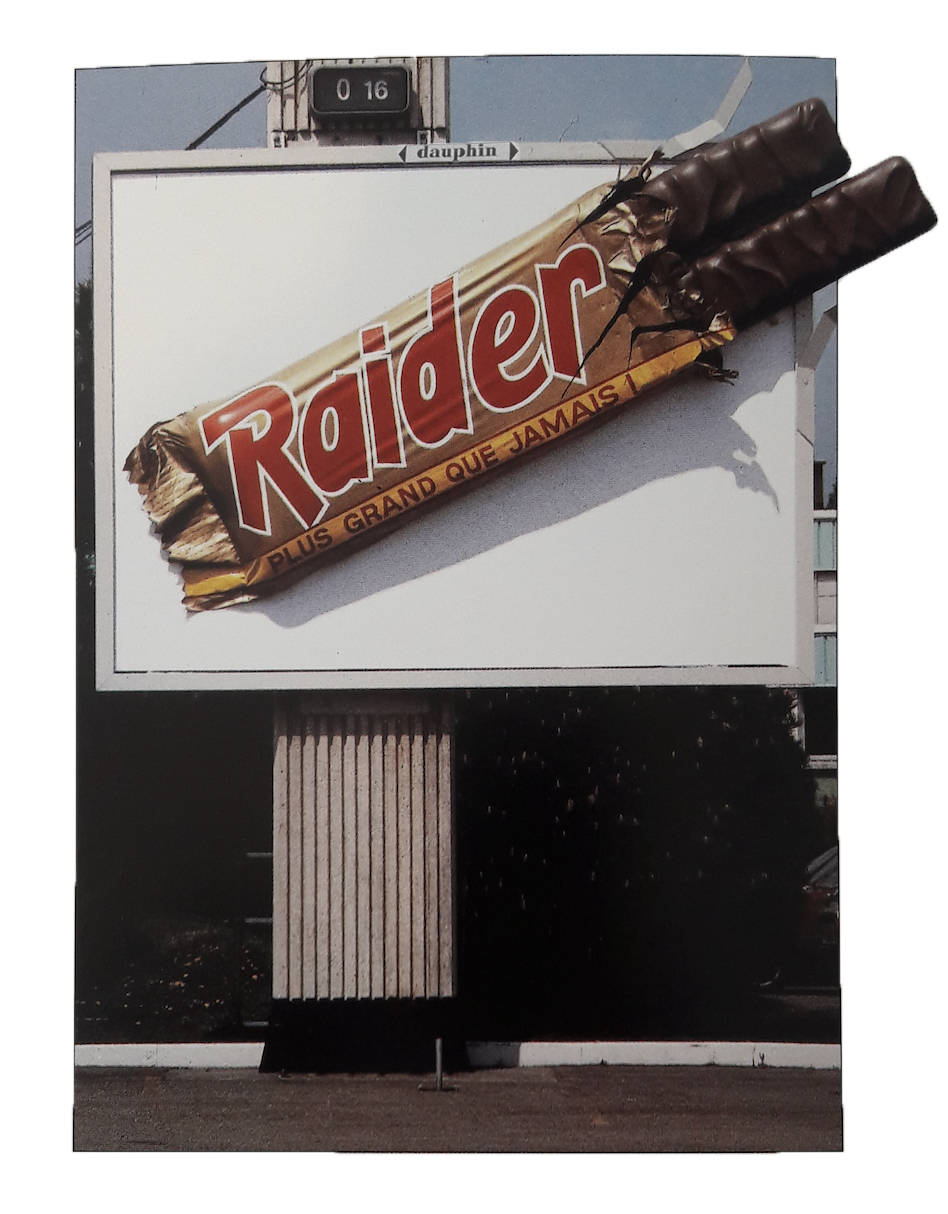
Affichage relief, Dauphin, 1985

Dauphin uniformise ses panneaux en développant le format 4x3, répondant aux conditions nouvelles de la circulation, aux déplacements pendulaires dans les grandes agglomérations et à l’importance nouvelle de l’automobile.

## Autres médias
Parallèlement à ses activités dans l'affichage publicitaire, Dauphin développe des activités dans d'autres médias, tels que la radio.

### Dauphin et l’art
Le groupe Dauphin est très impliqué dans le domaine de la création et de l’art contemporain depuis 1921,.
L'entreprise Dauphin est l’un des principaux soutiens de nombreuses initiatives artistiques, entre autres : le Salon des Artistes, la Fiac , le Festival de Cannes, la Caméra d’Or, les rencontres d’Arles, le Festival international de l’Affiche et l’Académie Nationale des Arts de la Rue cofondée par Jacques Dauphin.